# Sueurre
Die Sueurre ist ein Fluss in Frankreich, der im Département Haute-Marne in der Region Grand Est verläuft. Der Fluss entspringt im Gemeindegebiet von Longchamp, entwässert generell Richtung Nordwest und mündet nach rund 29 Kilometern an der Gemeindegrenze von Andelot-Blancheville und Vignes-la-Côte als rechter Nebenfluss in den Rognon.

## Orte am Fluss
(Reihenfolge in Fließrichtung)
- Consigny
- Ecot-la-Combe
- Rimaucourt